# Adolf Schallamach
Adolf Schallamach (* 30. Dezember 1905 in Posen; † 22. Juni 1997) war ein deutsch-britischer Ingenieur.

## Leben
Nach dem Besuch verschiedener Gymnasien studierte Schallamach an den Technischen Hochschulen in Zürich und Breslau. 1929 schloss er als Diplomingenieur ab. Von 1930 bis 1933 war er als Assistent am Physikalisch-Chemischen Institut der Technischen Hochschule in Breslau angestellt. 1934 stellte er seine an dieser Hochschule angefertigte Dissertation fertig, wurde aber nicht mehr offiziell promoviert, da er die Hochschule infolge der Machtergreifung der Nationalsozialisten aufgrund seiner jüdischen Herkunft verlassen musste. Sein Doktorat erhielt er offiziell erst 1948 von der Universität Braunschweig.
Schallamach ging 1934 nach Großbritannien, wo er eine Anstellung beim Davy Faraday Laboratory of the Royal Institution fand. Dort war er in den nächsten Jahren mit der Erforschung kristalliner Strukturen bei niedrigen Temperaturen befasst. 1942 erhielt er den Rang eines Fellow des Institutes of Physics.
1943 wechselte Schallamach als Forscher (Research Physicist) in den Dienst der British Rubber Producers’ Research Association. Anerkennung erwarb er aufgrund der dort von ihm erbrachten Beiträge zum Verständnis der Funktionsweise der Reibung von Gummi.

## Ehrungen
1970 erhielt Schallamach die Colwyn Medal und 1982 die Charles Goodyear Medal. 1998 wurde er in die International Rubber Science Hall of Fame aufgenommen.

## Schriften
- Über die Temperaturabhängigkeit der Elektronenaustrittsarbeit und des lichtelektrischen Effekts einer Metalloberflächen bei tiefen Temperaturen, 1948.